# 埃尔伯蒙
埃尔伯蒙（法語：Herbeumont，法語發音：[ɛʁbømɔ̃]）是比利时瓦隆大区盧森堡省讷沙托区的一个市镇，通行法语，是比利时法语社群的一部分，面积58.81平方千米，人口1,627人（2018年1月1日）。